# Podocarpus laubenfelsii
Podocarpus laubenfelsii là một loài thực vật hạt trần trong họ Thông tre. Loài này được Tiong miêu tả khoa học đầu tiên năm 1984.